# Naturschutzgebiet Waldreservat Glindfeld (Winterberg)
Das Naturschutzgebiet Waldreservat Glindfeld ist ein 210,2 ha großes Naturschutzgebiet (NSG) östlich bzw. südöstlich von Elkeringhausen im Stadtgebiet von Winterberg. Das Gebiet wurde 2008 mit dem Landschaftsplan Winterberg durch den Hochsauerlandkreis als (NSG) ausgewiesen. Das NSG gehört auch zum FFH-Gebiet Waldreservat Glindfeld-Orketal.

## Gebietsbeschreibung
Das NSG umfasst das dortige Waldgebiet. Im NSG wachsen hauptsächlich Rotbuchen und Rotfichten. Im Stadtgebiet Medebach schließt sich direkt das gleichnamige Naturschutzgebiet Waldreservat Glindfeld (Medebach) an.

## Schutzzweck
Das NSG soll den Wald mit seinem Arteninventar schützen. Wie bei allen Naturschutzgebieten in Deutschland wurde in der Schutzausweisung darauf hingewiesen, dass das Gebiet „wegen der Seltenheit, besonderen Eigenart und Schönheit des Gebietes“ zum Naturschutzgebiet erklärt wurde.